# OSHWA
L'Associació de maquinari de codi obert (amb acrònim anglès OSHWA) és una organització sense ànim de lucre que defensa el maquinari de codi obert. Pretén actuar com a centre d'activitats de maquinari de codi obert de tot tipus, alhora que coopera activament amb altres iniciatives com la Llicència de maquinari obert TAPR, els grups de desenvolupament de codi obert al CERN i l'Open Source Initiative (OSI). També ha estat actiu en la promoció de la diversitat i la terminologia inclusiva dins del moviment del maquinari de codi obert.
L'OSHWA es va establir com a organització el juny de 2012 per l'enginyera Alicia Gibb, que havia estat treballant a l'Open Hardware Summit durant els estudis de postgrau. Després d'un cert debat sobre la marca amb l'OSI, l'any 2012 l'OSHWA i l'OSI van signar un acord de coexistència.
L'Open Source Hardware Summit és la trobada anual organitzada per OSHWA per a la comunitat de maquinari obert que té lloc en un lloc diferent cada any. La cimera inclou presentacions de projectes i desenvolupaments dins del camp del maquinari obert per part d'una àmplia gamma de ponents. OSHWA ofereix la beca Ada Lovelace que cobreix els costos de la cimera per animar les dones, LGBTA+ i/o altres minories a participar activament en la tecnologia oberta.
El 2016, OSHWA va anunciar el seu programa de certificació per a maquinari de codi obert a l'Open Hardware Summit de Portland, Oregon. La certificació pretén oferir un procés senzill als productors de maquinari obert per indicar que els seus productes compleixen un estàndard uniforme i ben definit per al compliment de codi obert.